# Työsaari (ö i Södra Karelen, Villmanstrand, lat 61,16, long 28,50)
Työsaari är en ö i Finland. Den ligger i sjön Saimen och i kommunen Villmanstrand i den ekonomiska regionen  Villmanstrands ekonomiska region  och landskapet Södra Karelen, i den södra delen av landet, 220 km nordost om huvudstaden Helsingfors. Öns area är 10,1 hektar och dess största längd är 0,5 kilometer i sydöst-nordvästlig riktning.